# Arctia intermedia
Arctia intermedia är en fjärilsart som beskrevs av Rothschild 1914. Arctia intermedia ingår i släktet Arctia och familjen björnspinnare. Inga underarter finns listade i Catalogue of Life.